# قرار مجلس الأمن التابع للأمم المتحدة رقم 1865
قرار مجلس الأمن التابع للأمم المتحدة رقم 1865، الذي تم اتخاذه بالإجماع في 27 يناير 2009، بعد التذكير بالقرارات 1739 (2007) و1765 (2007) و1795 (2008) و1826 (2008) و1842 (2008) بشأن الحالة في كوت ديفوار والقرار 1836 بشأن ليبريا، جدد المجلس ولاية عملية الأمم المتحدة في كوت ديفوار حتى 31 تموز / يوليو 2009 والقوات الفرنسية التي تدعمها، مع تقليص قوام البعثة إلى كتيبة واحدة وأيد تعديل قوام عملية الأمم المتحدة في كوت ديفوار.

## تفاصيل
أقر مجلس الأمن التابع للأمم المتحدة تقريرًا للأمين العام يفيد بأنه في حين أن عملية الأمم المتحدة في كوت ديفوار قد أوجدت مزيدًا من الاستقرار في كوت ديفوار، فإن العملية الانتخابية الهشة والحساسة تتطلب بقاء قوة الأمم المتحدة في البلاد وكذلك لاستكمال تنفيذ الأهداف المنصوص عليها في اتفاق واغادوغو في مارس 2007،  الذي يتضمن نزع السلاح وتحديد هوية السكان،  من أجل السماح بإجراء انتخابات حرة. وهكذا، مدد القرار ولاية القوة الأممية لمدة ستة أشهر حتى 31 تموز / يوليو 2009. تم تخفيض القوة إلى كتيبة، مما أدى إلى خفض عدد قوات حفظ السلام التابعة للأمم المتحدة من 8115 إلى 7450، بالإضافة إلى وضع قوات حفظ السلام في مواقع أقل، ولكن أكثر تركيزًا، والتي يمكن من خلالها نشر أعداد كافية من القوات بسرعة كمفارز للرد السريع المحمولة جواً.
وبينما رحب المجلس بالتوقيع في 22 كانون الأول / ديسمبر على الاتفاق التكميلي الرابع لاتفاق واغادوغو السياسي لعام 2007، فقد أحاط علما بالتأخيرات في تنفيذ الاتفاق، وحث الأطراف على إحراز تقدم من أجل تهيئة بيئة آمنة للانتخابات المقبلة؛ نزع سلاح المليشيات وحلها؛ برنامج التجميع ونزع السلاح والتسريح وإعادة الإدماج؛ توحيد وإعادة هيكلة قوات الدفاع والأمن واستعادة سلطة الدولة في جميع أنحاء البلاد.